# Montemorelos (kommun)
Montemorelos är en kommun i Mexiko.   Den ligger i delstaten Nuevo León, i den centrala delen av landet, 600 km norr om huvudstaden Mexico City. Antalet invånare är 53 854.
Följande samhällen finns i Montemorelos:
- Montemorelos
- Congregación Calles
- El Bajío
- Los Lirios
- Hacienda de Enmedio
- Loma Prieta
- Padre Mier
- El Pastor
- Huertas Estación
- Los Azahares
- El Nogalito
- La Trinidad
- Valle Hidalgo
- El Bosque
- Las Latitas